# Roger Casement
Roger David Casement, född 1 september 1864 i Dublin, död 3 augusti 1916 i London, var en irländsk patriot, poet, revolutionär och nationalist, samt brittisk diplomat. 
Casement fick tidigt en konsulatstjänst, och hade flera befattningar i Afrika och Sydamerika. Under sin tid som Storbritanniens konsul i Kongostaten tillbringade Casement flera månader på resa i landet för att dokumentera övergreppen i Leopold II:s jakt på naturgummi. Casement hjälpte 1904 Edmund Morel att grunda organisationen Congo Reform Association.
1910 blev Casement generalkonsul i Rio de Janeiro. Här gjorde han bland annat flera utredningar angående företaget Anglo-Peruvian Amazon co.:s behandling av indianerna på gummiplantagerna, som 1912 publicerades i en "blå bok". 
Som belöning för sina insatser adlades Casement men tog plötsligt avsked och ingick i Sinn Féins radikala flygel. 1913 förklarade han i en tidningsartikel, att krig mellan England och Tyskland var oundvikligt och att Irland då borde begagna tillfället att göra sig självständigt. Vid krigsutbrottet befann han sig i USA, och försökte där genom agitation få till stånd en allians mellan Tyskland, USA och Irland. Hans idéer vann inget stöd, och hans skrifter beslagtogs som tysk propaganda. Casement reste därför över Norge till Tyskland, där han bland irländska fångar försökte verka för uppsättandet av en truppstyrka, som skulle överföras till Irland för att understödja ett uppror. Under tiden hade motståndet mot Storbritannien ökat på Irland, och ett uppror hade avtalats till påsken 1916, då Casement skulle föra en tysk ångare med vapen och ammunition till ön. Han begav sig till Irland ombord på en ubåt, följd av den med krigsmateriel lastade ångaren. Britterna hade emellertid uppsnappat telegramväxlingen, och ångaren sprängdes i luften. Casement lyckades dock ta sig iland, och försökte nu avstyra upproret, men infångades av britterna 24 april 1916. Han avrättades genom hängning 3 augusti 1916.
Bland irländska nationalister kom han att betraktas som en martyr, och platsen där han tillfångatogs gjordes till en vallfartsort.